# The Jesus Lizard
A The Jesus Lizard amerikai együttes. A noise rock műfaj jelentős és úttörő alakjainak számítanak. Az évek során azonban áttértek az alternatív rock és a post-hardcore műfajokra is. Tagok: David Yow, David Wm. Sims, Duane Denison és Mac McNeilly. Volt tagok: Jim Kimball és Brendan Murphy. 1987-ben alakultak meg a texasi Austinban. Többször is feloszlottak.
Duane Denison szerepelt a Tomahawk nevű supergroup-ban is. 

## Diszkográfia
- Head (1990)
- Goat (1991)
- Liar(1992)
- Down (1994)
- Shot (1996)
- Blue (1998)
- Rack (2024)